# Alessandro Di Battista
Alessandro Di Battista (nacido el 4 de agosto de 1978) es un político italiano.
Fue elegido para la Cámara de Diputados tras las elecciones generales de 2013.

## Actividad política
En 2008 fue en la lista de candidatos con los Amigos de Beppe Grillo a las elecciones municipales de Roma. A continuación, entra en el Movimiento 5 Estrellas, del que fue portavoz en el Lazio. El 3 al 6 de diciembre de 2012, fue candidato a "parlamentario" del Movimiento 5 Estrellas, siendo elegido en cuarto lugar en el distrito electoral Lazio 1 para la Cámara de Representantes. En las elecciones generales italianas de 2013, fue elegido diputado en el mismo distrito y, desde el 7 de mayo de 2013, como es vice-presidente de la Comisión de Asuntos Exteriores y Comunitarios.

## Obra
- Di Battista, Alessandro Di Battista (2012).  Adagio (Casaleggio Associati), ed. Sicari a cinque euro (Sicarios a cinco euros).